# غراهام جينينغز
غراهام جينينغز (بالإنجليزية: Graham Jennings)‏ (18 يناير 1960 في أستراليا - ) هو لاعب كرة قدم أسترالي في مركز الدفاع، شارك في الألعاب الأولمبية الصيفية 1988. وشارك مع منتخب أستراليا تحت 20 سنة لكرة القدم ومنتخب أستراليا لكرة القدم. أما مع النوادي، فقد لعب مع سيدني تايغرز ونادي سيدني أوليمبيك ونادي سيدني يونايتد 58 وAdamstown Rosebud FC ‏ ونيوكاسل بريكرز.

## وصلات خارجية
- غراهام جينينغز على موقع قاعدة بيانات كرة القدم.إي يو (الإنجليزية)
- غراهام جينينغز على موقع ناشيونال فوتبول تيمز (الإنجليزية)
- غراهام جينينغز على موقع أوليمبيديا (الإنجليزية)
- غراهام جينينغز على موقع اللجنة الأولمبية الأسترالية (الإنجليزية)